# Championship (rugby à XIII)
Pour le championnat d'Angleterre de rugby à XIII se déroulant de 1895 à 1995, voir Rugby Football League Championship.
Pour les articles homonymes, voir Championship.
Le Championship, (aussi appelé Betfred Championship pour des raisons de parrainage), est la compétition de rugby à XIII située à l'échelon en dessous de la Super League Europe. 
Il s'agit, en quelque sorte, de la deuxième division anglaise de rugby à XIII. 
Mais, c'est aussi  une compétition ouverte aux pays étrangers et autres « home nations » britanniques : certaines saisons ont également été disputées par des clubs du Canada, du pays de Galles et aussi de France. Toronto et Toulouse l'ayant déjà remportée.    
Ses modalités d'organisation peuvent varier d'une saison à l'autre.   
L'inclusion de clubs étrangers, ainsi que le système de relégation et de promotion faisant régulièrement débat.    

## Histoire
Avant 2009, cette compétition était strictement composée de clubs anglais et s'appelait la National  League One . Avec l'inclusion de Toulouse en 2009, le championnat a changé de nom pour marquer cette nouvelle dimension. Il fait à présent de facto office de deuxième division, en dessous de la Super League Europe.
En 2010, la compétition est composée de onze clubs professionnels ou semi-professionnels. La fédération irlandaise a émis le souhait de voir un club irlandais inclus dans la compétition.
À l'issue de la saison 2011, Toulouse, qui se retrouvait en position de relégable vers le Championship 1, considéré comme le troisième niveau derrière la Super League et le Championship, a préféré quitter le système britannique et retourner en Élite 1 française. Widnes Vikings a été admis dans la Super League après le retrait des Crusaders (qui se retrouvent désormais en Championship 1). Compte tenu du deuxième relégué Dewsbury et des deux promus de Championship 1, Keighley et Swinton, la saison 2012 de Championship se dispute donc à dix équipes au lieu de onze en 2011. Le même nombre d'équipes composent le Championship 1 en 2012.
Il n'y aura pas de relégations à l'issue de la saison 2012, mais toujours deux promotions venant du Championship 1, ouvrant la voie à une saison à 12 équipes en 2013. La RFL a confirmé sa volonté d'étendre les activités des ligues semi-pros et de continuer à augmenter le nombre d'équipes à moyen terme .

## Palmarès
| Édition | Champion                      |
| ------- | ----------------------------- |
| 2003    | Salford Red Devils            |
| 2004    | Leigh Centurions              |
| 2005    | Castleford Tigers             |
| 2006    | Hull KR                       |
| 2007    | Castleford Tigers             |
| 2008    | Salford Red Devils            |
| 2009    | Barrow Raiders                |
| 2010    | Halifax Panthers              |
| 2011    | Featherstone Rovers           |
| 2012    | Sheffield Eagles              |
| 2013    | Sheffield Eagles              |
| 2014    | Leigh Centurions              |
| 2015    | Leigh Centurions              |
| 2016    | Leigh Centurions              |
| 2017    | Hull KR                       |
| 2018    | Toronto Wolfpack              |
| 2019    | Toronto Wolfpack              |
| 2020    | Annulé pour cause de pandémie |
| 2021    | Toulouse olympique XIII       |
| 2022    | Leigh Centurions              |
| 2023    | London Broncos                |
| 2024    | Wakefield Trinity             |

## Équipes en 2023
Tous les clubs de Championship sont anglais à l'exception du club français le Toulouse Olympique XIII.
| Équipe                  | Ville, Région                      |
| ----------------------- | ---------------------------------- |
| Barrow Raiders          | Barrow-in-Furness, Cumbria         |
| Batley Bulldogs         | Batley, Yorkshire de l'Ouest       |
| Bradford Bulls          | Bradford, Yorkshire de l'Ouest     |
| Featherstone Rovers     | Featherstone, Yorkshire de l'Ouest |
| Halifax Panthers        | Halifax, Yorkshire de l'Ouest      |
| Keighley Cougars        | Keighley , Yorkshire de l'Ouest    |
| London Broncos          | Londres                            |
| Newcastle Thunder       | Newcastle upon Tyne                |
| Sheffield Eagles        | Sheffield, Yorkshire du Sud        |
| Swinton Lions           | Sale, Grand Manchester             |
| Toulouse Olympique XIII | Toulouse, Occitanie                |
| Whitehaven              | Whitehaven, Cumbria                |
| Widnes Vikings          | Widnes, Cheshire                   |
| York City Knights       | York, Yorkshire du Nord            |

## Déroulement de la compétition
Quatorze équipes participent à ce championnat qui se dispute sur deux phases, comme la Super League. La première se dispute en aller-retour, plus une rencontre du Magic week-end (vingt-trois matchs). À l'issue de cette première phase, les cinq premiers se qualifient pour la phase finale où le vainqueur de cette phase finale est généralement promu en Super League.
Généralement, les deux derniers du classement à l'issue de la saison régulière sont relégués en League 1.
Néanmoins, il n'est pas rare que l'organisation de la compétition, ainsi que le système de relégation ou de promotion, varient d'une saison à l'autre.

## Médias

### Télévision et multi-écrans
En Grande-Bretagne et en Irlande, les matchs clefs de la saison (finale d'accession par exemple) sont souvent retransmis sur Sky Sports.
Depuis la fin des années 2010, parfois aussi sur l'application « OurRL ». Soit en accès payant ou gratuit.
En France, on note, au début des années 2020, des diffusions sporadiques sur « L'Équipe Live ».

### Radio
En Angleterre, les antennes locales de la BBC diffusent certains matchs.

### Presse écrite
Au Royaume-Uni, la presse treiziste suit ce championnat chaque saison. Un mensuel comme Rugby League World proposant même, avant chaque début de saison, un mini-calendrier de la compétition ou « booklet ». Chaque semaine des reportages sur les matchs disputés sont également disponibles dans Rugby Leaguer & League Express.
En Australie, le championnat est suivi dans les pages internationales de la revue Rugby League Review.
En France, Midi Olympique, peut, de manière sporadique, lui consacrer des articles. Surtout quand une équipe française, le Toulouse olympique jusqu'à présent, dispute la compétition. La presse régionale (L'Indépendant et La Dépêche du Midi) propose parfois , dans certaines de ses éditions seulement, des articles sur ce qu'elle appelle tout simplement le « Championship ».